# Bulbophyllum aristilabre
Bulbophyllum aristilabre är en orkidéart som beskrevs av Johannes Jacobus Smith. Bulbophyllum aristilabre ingår i släktet Bulbophyllum och familjen orkidéer. Inga underarter finns listade i Catalogue of Life.